# 400 volt
I Danmark er 400 volt eller kraftspænding en af de to standardspændinger, der bliver distribueret ud af elnettet fra kraftværker til forbrugere. Den anden standardspænding er 230 V.

## 400 volt versus 230 volt
Hvor 230 volt opnås mellem en fase-leder og nul-leder, opnås 400 volt mellem to fase-ledere – fordi vekselspændingen er faseforskudt 120 grader mellem to faser. Hvor en 230-volt-forbindelse således kan være fremført med 3 ledere – 
- 230 volt-fase (L eller P, normalt brun leder (eller hvid i installationer før ca. 1970))
- Nul (N, normalt lyseblå leder (eller sort i installationer før ca. 1970))
- Beskyttelsesleder (PE, normalt gul/grøn-leder (eller rød i installationer før ca. 1970))

- kan en 400 volt-forbindelse fremføres med op til 5 ledere;
- 400 volt-fase (L1 eller R, normalt brun leder)
- 400 volt-fase (L2 eller S, normalt sort/hvid leder)
- 400 volt-fase (L3 eller T, normalt sort eller grå leder)
- Nul (N, normalt lyseblå leder (eller sort i installationer før ca. 1970))
- Beskyttelsesleder (PE, normalt gul/grøn-leder (eller rød i installationer før ca. 1970))

I denne fremføring er nul-lederen ikke nødvendig (den bruges ikke for at opnå 400 V), men således fremføres 230 V i samme forbindelse.

## Historie
Tidligere var den nominelle spænding i Storbritannien 240 volt, og i resten af Nordeuropa var den 220 volt. Den nominelle spænding bliver af produktions- og distributionshensyn sjældent holdt helt nøjagtig, og derfor er der bestemt en toleranceafvigelse. Grænserne for tolerance var symmetriske, og i praksis var afvigelser på 10 til 15 procent almindelige. 
230 volt var inden for begge områders tolerancegrænser – og dermed skulle man blot ændre den nominelle spænding 10 volt ned i Storbritannien og 10 volt op i det øvrige Europa – og så lave asymmetriske tolerancegrænser. Som en sidegevinst blev 380 volt nominelt til 400 volt.

## Forbindelser
I et gængs 400 volt-udtag er 2 eller 3 faser, nul og beskyttelsesleder fremført. Der er derfor både 230 V og 400 V i et kraftudtag, idet de 230 V opnås mellem en vilkårlig fase og nul.
Tidligere brugtes forskellige flade stik (Dansk flerpolet system), hvor benene sad ved siden af hinanden. Disse anvendes stadig i dag hvor det ikke er hensigtsmæssigt med store runde CEE stik (køkken,bryggers og lign.), og derfor kaldes de også komfurstik.
Stikkene skal overholde en række EU-bestemte normer og krav, og kun autoriserede elektrikere må montere, servicere eller reparere udstyr til 400 V.
CEE-stikkene er i 400 V-udgaven med røde dæklåg i modsætning til 230 V-stikkene, som er med blåt dæklåg.
CEE-stikkene i 400 V findes i forskellige effekt-størrelser. De mest almindelige er 3x16A, 3x32A, 3x63A og 3x125A.

## Sikkerhed
NB: Stærkstrømsarbejde skal udføres af en autoriseret installatør. Privatpersoner må kun udføre få ændringer på 230 V-udstyr. Undersøg hvilke inden du går i gang.